# Strâmtura - Coza
Strâmtura - Coza este o arie protejată de interes național ce corespunde categoriei a IV-a IUCN (rezervație naturală de tip geomorfologic și peisagistic) situată în județul Vrancea, pe teritoriul administrativ al comunei Tulnici.

## Localizare
Aria naturală cu o suprafață de 15 hectare se află în Munții Vrancei (unitate reliefală a Carpaților de Curbură ce aparțin Orientalilor), în partea nord-vestică a județului Vrancea și cea sud-vestică a satului Coza și este inclusă în Parcul Natural Putna - Vrancea.

## Descriere
Rezervația naturală a fost declarată arie protejată prin Legea Nr.5 din 6 martie 2000 (privind aprobarea Planului de amenajare a teritoriului național - Secțiunea a III-a - zone protejate) și reprezintă o zonă montană (platoul Strâmtura) în bazinul superior al văii Coza (afluent de dreapta al râului Putna) și a pâraielor Carpen și Dălhațaș; cu văi adânci și versanți abrupți, dealuri, pajiști și zone împădurite, cu arii unde fenomenele de eroziune au scos la suprafață strate litologice (intercalări succesive de roci sedimentare în diferite nuanțe) ce conferă locului o deosebită valoare peisagistică și geomorfologică.